# サイバーロボ
『サイバーロボ』（原題：Robowar または Robot Da Guerra）は、1988年のイタリア映画。レブ・ブラウン主演のサバイバルアクション作品。
全編にわたり映画『プレデター』を模倣した作品。『ロボコップ』の要素も垣間見られる。アメリカではBlu-rayが発売されているが、日本ではVHSのみで未発売。

## ストーリー
アメリカの軍用ヘリが何者かによって撃墜される。マッシャーは、制御不能となり失踪した軍用ロボット「オメガワン」捕獲の任務を下されたマーフィー・ブラック少佐率いるバム部隊に、技術アドバイザーとして同行することになった。マッシャーと合流したバム部隊の隊長ブラックは彼に任務内容を尋ねるが、目的地の島に行くこと以外は明確な説明をしない。これにはブラックも疑念を抱かずにはいられなかった。島に到着した部隊はジャングルを進んでいくが、これから障害となるはずであったゲリラの死体が多数見つかる。部隊は全員拍子抜けするものの、誰もが幸先の良いスタートが切れたと楽観する。
橋付近に到着した部隊は、ゲリラの人間狩り現場に遭遇する。そこで追われていた民間人女性バージニアを救出し、彼女は部隊と同行することとなる。バージニアの話によると、自身はサンペドロの病院から、コロナダの村で大虐殺があったとの知らせを受けて駆けつけたという。翌日、ゲリラに占領されたサンペドロの村付近に到着したブラックたちは、マッシャーの「任務以外のことはするべきではない」との忠告を無視して、ゲリラ殲滅を開始する。あっという間にゲリラを全滅させたバム部隊だったが、村の子供たちが無惨に殺されていたことに、バージニアは絶望してうなだれる。
そんな中、一人見張りを任されていたソニー・ピールが、何者かの砲撃で絶命する。村を脱出した部隊は黒いロボット兵器、オメガワンの姿を目撃する。親友のピールを殺されたガリーノは、我を忘れてその後を追うが、なす術なくオメガワンに殺害される。ガリーノの後を追っていたコーリー伍長が、ガリーノの右腕を発見し、部隊は全員で彼の死体を捜索するが、見つからずに終わる。その夜、ブラックはマッシャーから、この任務の本当の目的を聞き出す。マッシャーは自身が開発したオメガワンと、生身の肉体を持ったヒーロー、マーフィー・ブラック少佐の対決を待ち望んでいた、と皮肉たっぷりに告げる。
その翌日、部隊は歩いて川を横断することになった。軍医のブレイが横断中、何かに足を引っ張られ、そのままどこかへ引きずられていってしまう。ブラックたちが泳いで彼を探すが見つからず、全員で下流を探すことにする。一方、下流の岸辺で目を覚ましたブレイは、ブラックたちを求めてジャングルを走る。互いの声を頼りに探しあうが、ジャングルにはオメガワンの姿があった。やっとの思いでブラックたちと合流したブレイだったが、オメガワンの触腕のようなもので、またもや連れ去られる。その後を追うブラックたちだったが、ブレイの悲鳴と共に、無惨に変わり果てた彼の姿を目の当たりにする。意を決したブラックは、防御陣地を作ってオメガワンを誘き寄せる作戦に出る。しかし、オメガワンは仕掛けられた地雷を次々に破壊し、ブラックたちの元へ着実に近寄ってくる。マッシャーは一か八か、起爆装置でオメガワンの破壊を試みるが、至近距離でないと効果がないため、自らオメガワンの元へ向かう。しかしあと一歩のところで起爆を阻止されてしまい、マッシャーは殴り飛ばされ、仕掛けていた残りの地雷で爆死してしまう。見かねたコーリー伍長が起爆装置を取り返しに行くが、オメガワンの待ち伏せに遭い、死亡する。
もはや防御陣地に残っているのは危険だと判断したブラックは脱出する。しかし、クワンが残って戦うと言い、ブラックもそれを承知する。必死で逃げるブラックとバージニアに、クワンの断末魔の叫び声が聞こえる。どこまでも追ってくるオメガワンから逃れるために、彼らは近くにある病院に身を潜めることにする。バージニアは、病院中の薬品を使って、病院自体を巨大な爆弾にする作戦を思いつく。準備の完了した時、ブラックはマッシャーから貰ったテープレコーダーを再生する。マッシャーによると、オメガワンの正体は戦死したはずのブラックの戦友、マーティン・ウッドリング中尉だというのだ。感傷に浸る間もなく、オメガワンの魔の手が彼らに迫る。ブラックが見たオメガワンの目は、間違いなくマーティンのものだった。しかし、生き残るためにブラックはオメガワンを振り払い、バージニアの助けもあって、オメガワンから奪ったレーザーガンで病院ごと吹き飛ばす。
浜辺に出たブラックとバージニアは必死で舟に助けを求めるが、まだ生きていたオメガワンにブラックは不意打ちを喰らう。ブラックはバージニアに舟まで逃げるように言うと、ジャングルの滝壺あたりまで逃げてくる。オメガワンに追いつめられたブラックだったが、オメガワンはマッシャーの持っていた起爆装置をブラックに渡し、自分を破壊するように促す。再びオメガワンにマーティンの目を見たブラックは、複雑な思いを胸に、スイッチを押す。オメガワンはブラックに滝壺へ飛び降りて逃げるよう指図すると、そのまま爆発する。ブラックは川を泳いで生還する。

## スタッフ
- 監督：ヴィンセント・ドーン
- 製作：フランコ・ガウデンツィ
- 原案：クラウディオ・フラガッソ
- 脚本：ヴィンセント・ドーン、ロッセラ・ドルーディ
- 撮影：リカルド・グラセッティ
- 音楽：アル・フェスタ
- 編集：ダニエル・アラビソ
- 特殊効果：フランチェスコ、ガエタノ・パオロッチ
- アクションコーディネート：マッシモ・ヴァニ（アレックス・マクブライド）

## キャスト
マーフィー・ブラック少佐
演 - レブ・ブラウン
バム部隊の隊長。勲章は山ほど貰っている。愛称はキルゾーン。
バージニア
演 - キャサリン・ヒックランド
ゲリラに追われていた民間人女性。サンペドロの病院から、コロナダの村で大虐殺があったとの知らせを受けて駆けつけた。
マッシャー
演 - メル・デビッドソン
技術アドバイザーの名目で部隊に同行する。オメガワンの回収を将軍から命じられているが、隊員たちには伏せている。
クワン
演 - マックス・ローレル
ベトナム戦争の生き残りで、斥候のエキスパート。
ニール・コーリー伍長
演 - ロマノ・プッポ
重火器のエキスパートで、射撃の名手。薬物中毒者。
アーサー・ブレイ
演 - ジョン・P・ドゥラニー
元ベトナム軍医。愛称はパパドック。
ラリー・ガリーノ一等兵
演 - アレックス・マクブライド
偵察兵として一流。愛称はデティ。ホモ。
ソニー・ピール
演 - ジム・ゲインズ
武道の達人。愛称はブラッド。ガリーノとは友人関係。

## 日本語吹替
| 役名                                       | 俳優                     | 日本語吹替                           |
| 役名                                       | 俳優                     | テレビ朝日版                         |
| ------------------------------------------ | ------------------------ | ------------------------------------ |
| マーフィー・ブラック少佐                   | レブ・ブラウン           | 大塚芳忠                             |
| バージニア                                 | キャサリン・ヒックランド | 深見梨加                             |
| マッシャー                                 | メル・デビッドソン       | 千田光男                             |
| クワン                                     | マックス・ローレル       | 屋良有作                             |
| ニール・コーリー伍長                       | ロマノ・プッポ           | 麦人                                 |
| アーサー・ブレイ                           | ジョン・P・ドゥラニー    | 仲野裕                               |
| ラリー・ガリーノ一等兵                     | アレックス・マクブライド | 秋元羊介                             |
| ソニー・ピール                             | ジム・ゲインズ           | 笹岡繁蔵                             |
| オメガワン（マーティン・ウッドリング中尉） | クライド・アンダーソン   | 江原正士                             |
| オメガワンのコンピューター                 | ?                        | 紗ゆり                               |
| 将軍                                       | ?                        | 塚田正昭                             |
| ヘリパイロット                             | マイケル・ウェルボーン   | 小室正幸                             |
| ヘリパイロット                             | ?                        | 成田剣                               |
| 通信の声                                   | ?                        | 野沢由香里                           |
| 船長                                       | カーティス・カーター     | 田中正彦                             |
| ゲリラ                                     | ?                        | 安西正弘                             |
| ナレーター                                 | ナレーター               | 真地勇志                             |
|                                            |                          |                                      |
| 翻訳                                       |                          | 徐賀世子                             |
| 演出                                       |                          | 松川陸                               |
| 調整                                       |                          | 遠西勝三                             |
| 効果                                       |                          | VOX                                  |
| 制作                                       |                          | コスモプロモーション                 |
| 初回放送                                   |                          | 1993年5月27日 『シネマエクスプレス』 |